# Josefina Salvador i Segarra
Josefina Salvador i Segarra (* 20. Februar 1920 in Castellón de la Plana; † 20. Mai 2006 in Valencia) war eine spanisch-valencianische Violinistin und Musikpädagogin.

## Leben und Werk
Josefina Salvador war die Tochter des Violinisten Josep Salvador i Ferrer und der Kunstmalerin Matilde Segarra i Gil. Sie war auch die Schwester der Komponistin Matilde Salvador. Sie begann ihre Musikstudien in ihrer Heimatstadt bei ihrem Vater und bei dem valencianischen Violinisten Abel Musa. Sie absolvierte dann das Pariser Konservatorium und war dort Schülerin von George Enescu und René Benedetti.
Seit den 1940er Jahren trat sie als Solistin auf. 1944 spielte sie die Uraufführung von Joaquín Rodrigos Stück Rumaniana, das ihr gewidmet war. 1951 spielte sie die Uraufführung des Adagios des spanischen Komponisten Salvador Bacarisse, das dieser Komponist ihr ebenfalls gewidmet hatte. Ihr wurde ebenfalls das Madrigal für Violine und Klavier (1959) des spanischen Komponisten Ernesto Halffter gewidmet. Als Solistin konzertierte sie mit Orchestern in ganz Europa und für Sender wie den RIAS Berlin, die BBC in London, das AVRO in Hilversum und das ORTF in Paris.
Mit der französischen Pianistin Henriette Puig-Roget (1910–1992) spielte sie 1976 Sechs Sonaten für Violine und Klavier des spanischen Komponisten José Herrando auf Tonträger ein.
Josefina Salvador unterrichtete seit 1959, also seit der Gründung des Institutes, am Konservatorium von Alicante das Fach Violine. 1985 und 1986 wirkte sie als Rektorin dieses Institutes. In Santiago de Compostela gab sie regelmäßig Kurse in spanischer Musik des 18. Jahrhunderts.
Josefina Salvador wurde mit der Medaille der belgischen Ysaye-Stiftung (1971) in Brüssel und der Harriet-Cohen-Medaille in London ausgezeichnet.
Über ihre Aktivitäten im musikalischen Bereich hinaus betätigte sich Josefina Salvador vor allem in den 1980er und 1990er Jahren als Expertin für Mode in den spanischen Zeitungen Mediterráneo de Castelló und ABC de Sevilla.